# 010 (prefisso)
010 è il prefisso telefonico del distretto di Genova, appartenente al compartimento omonimo.
Il distretto comprende la parte occidentale della città metropolitana di Genova e due comuni della provincia di Alessandria. Confina con i distretti di Savona (019) a ovest, di Acqui Terme (0144) a nord-ovest, di Novi Ligure (0143) a nord, di Piacenza (0523) a nord-est e di Rapallo (0185) a est.

## Aree locali e comuni
Il distretto di Genova comprende 36 comuni compresi nelle 3 aree locali di Arenzano, Busalla (ex settori di Busalla e Torriglia) e Genova (ex settori di Campo Ligure e Genova). I comuni compresi nel distretto sono: Arenzano, Bargagli, Bogliasco, Busalla, Campo Ligure, Campomorone, Casella, Ceranesi, Cogoleto, Crocefieschi, Davagna, Fascia, Fontanigorda, Fraconalto (AL), Genova, Gorreto, Isola del Cantone, Masone, Mele, Mignanego, Montebruno, Montoggio, Pieve Ligure, Propata, Ronco Scrivia, Rondanina, Rossiglione, Rovegno, Sant'Olcese, Savignone, Serra Riccò, Tiglieto, Torriglia, Valbrevenna, Vobbia e Voltaggio (AL).